# Dicranocara deschodti
Dicranocara deschodti là một loài bọ cánh cứng trong họ Bọ hung (Scarabaeidae).